# Велоспорт на літніх Олімпійських іграх 2016 — роздільна шосейна гонка (жінки)
Роздільна шосейна велогонка серед жінок на літніх Олімпійських іграх 2016 пройшла 10 серпня і є однією з 18-ти дисциплін у програмі змагань з велоспорту. Гонка стартує та закінчується в Понтал, невеликому півостові та пляжі в місцевості Рекрейо дос Бандейрантес у Західній зоні Ріо-де-Жанейро. Початок та фініш гонки входить до спортивних об'єктів групи Барра та є одним із семи тимчасових спортивних споруд Олімпійських ігор у Ріо-де-Жанейро.

## Траса
Жіноча роздільна велогонка проходитиме по трасі, яка складатиметься з одного обороту по колу Грумарі довжиною 29,8 км. Старт та фініш траси буде облаштовано на площі Тім Мая на дорозі Понтал (порт. Estrada do Pontal), після цього вона повертає на коло Грумарі за напрямком годинникової стрілки, де досягає першого підйому через 9,7 км (підйом Грумарі) та другого через 19,2 км (підйом Грота Фунда).

## Результати
| №  | Спортсменка                  | країна                | Місце | Час      |
| -- | ---------------------------- | --------------------- | ----- | -------- |
| 1  | Крістін Армстронг            | США (USA)             | 1     | 44:26.42 |
| 5  | Ольга Забелінська            | Росія (RUS)           | 2     | 44:31.97 |
| 3  | Анна ван дер Брегген         | Нідерланди (NED)      | 3     | 44:37.80 |
| 7  | Еллен ван Дайк               | Нідерланди (NED)      | 4     | 44:48.74 |
| 9  | Еліза Лонго Боргіні          | Італія (ITA)          | 5     | 44:51.94 |
| 2  | Лінда Мелані Віллюмсен Серуп | Нова Зеландія (NZL)   | 6     | 44:54.71 |
| 18 | Тара Віттен                  | Канада (CAN)          | 7     | 45:01.16 |
| 4  | Ліза Бреннауер               | Німеччина (GER)       | 8     | 45:22.62 |
| 11 | Кетрін Гарфут                | Австралія (AUS)       | 9     | 45:35.03 |
| 6  | Евелін Стівенс               | США (USA)             | 10    | 46:00.08 |
| 16 | Олена Омелюсик               | Білорусь (BLR)        | 11    | 46:05.73 |
| 10 | Ешлі Мулман                  | ПАР (RSA)             | 12    | 46:29.11 |
| 14 | Керо-Енн Кануель             | Канада (CAN)          | 13    | 46:30.93 |
| 15 | Емма Пулі                    | Велика Британія (GBR) | 14    | 46:31.98 |
| 22 | Ері Йонаміне                 | Японія (JPN)          | 15    | 46:43.09 |
| 12 | Тріксі Воррак                | Німеччина (GER)       | 16    | 46:52.77 |
| 20 | Лотта Лепісто                | Фінляндія (FIN)       | 17    | 47:06.52 |
| 17 | Катаржина Невядома           | Польща (POL)          | 18    | 47:47.96 |
| 25 | Анна Пліхта                  | Польща (POL)          | 19    | 47:59.66 |
| 8  | Ганна Соловей                | Україна (UKR)         | 20    | 48:03.35 |
| 24 | Лотте Копецкі                | Бельгія (BEL)         | 21    | 48:09.86 |
| 23 | Крістін Маєрус               | Люксембург (LUX)      | 22    | 48:16.17 |
| 13 | Анн-Софі Дюк                 | Бельгія (BEL)         | 23    | 48:17.60 |
| 19 | Одрі Кордон                  | Франція (FRA)         | 24    | 49:32.87 |
| 21 | Віта Гейне                   | Норвегія (NOR)        | 25    | 50:23.39 |